# Beniamino Vergani
Beniamino Vergani (nacido el 2 de junio de 1863 en Montebelluna, fallecido el 15 de julio de 1927 en Montebelluna), fue un ajedrecista italiano.

## Trayectoria como ajedrecista
Vergani, originario de una familia de Cremona, aprendió a jugar al Ajedrez con 21 años, de la mano del ingeniero Dall'Armi, ajedrecista de Montebelluna. Pronto obtuvo éxitos en torneos locales, y se introdujo también en el juego por correspondencia.
Asimismo, como estudioso de cualquier problema de ajedrez, recibió un reconocimiento por un problema en el 5º Concurso de la publicación Nuova Rivista degli Scacchi.
Fue responsable de una columna sobre Ajedrez en la publicación "Lo Sport illustrato", entre 1880 y 1897.
También se le consideró un buen jugador de Ajedrez a la ciega. En 1891, realizó una exhibición de simultáneas en esta modalidad, en el Café Roma, de Treviso, obteniendo la victoria en todas las partidas.
Participó en el 6º Campeonato Nacional de Italia, celebrado en Turín en 1892, siendo 2º, por detrás de Vittorio Torre. En 1900, quedó 2º-3º en Roma, con una puntuación 10/14, y en 1901 fue 5º en Venecia, con 5,5 sobre 14.
En 1895, merced a la colaboración de la publicación "Lo Sport illustrato", pudo inscribirse en el Torneo Internacional de Hastings,, considerado el Torneo más fuerte del siglo XIX. Fue el último clasificado, un resultado esperado dada la enorme calidad de los oponentes, pero jugó bien, y consiguió ganar a jugadores del calado de Isidor Gunsberg (candidato al Título Mundial en 1890) y Carl Schlechter (también candidato al Título Mundial en 1911), y logró tablas con los rumanos Georg Marco y Adolf Albin.
Según los cálculos realizados por Chessmetrics, su mejor ranking ELO fue 2461, en agosto de 1898, momento en que tenía 35 años, lo que lo situaría en 66.º del mundo en esa fecha. Según chessmetrics, tuvo ese puesto en 2 meses, en mayo de 1896 y agosto de 1898.